# Clonazione umana
La clonazione umana indica la produzione di un  essere umano geneticamente identico ad un altro (ma non si applica abitualmente alle nascite multiple di gemelli monocoriali dovute alla divisione e alla separazione spontanea oppure artificiale delle cellule di un unico zigote umano, poco dopo la fecondazione dell'ovulo, ma prima dello stadio di morula); oppure di copie di cellule o di tessuti umani.

## Storia
Anche se la possibilità di clonare interi esseri umani è stata oggetto di lunghi dibattiti per gran parte del XX secolo, gli scienziati e i politici hanno cominciato a prendere l'argomento in seria considerazione sin dagli anni sessanta. Il genetista Joshua Lederberg, vincitore del Premio Nobel si dichiarava favorevole alla clonazione e all'ingegneria genetica in un articolo fondamentale pubblicato nel 1966 sulla rivista American Naturalist e di nuovo, l'anno seguente, nel giornale statunitense Washington Post. Questo articolo diede luogo a un dibattito con il bioetico conservatore Leon Kass, che scriveva a quel tempo che "la riproduzione programmata dell'uomo, in effetti, finirà per disumanizzarlo." Un altro premio Nobel, James Watson, pubblica un articolo sulle potenzialità e i pericoli della clonazione nella rivista The Atlantic Monthly, "Moving Toward the Clonal Man", nel 1971.
La clonazione umana prende presto piede nell'immaginario popolare, già sin dagli anni settanta. Il libro di Alvin Toffler Future Shock, oppure quello di David Rorvik In His File: Toward Cloning of a Man, ma anche film satirici come Sleeper di Woody Allen e il famoso I ragazzi venuti dal Brasile cominciarono a destare la coscienza del pubblico almeno riguardo alle questioni etiche implicite nella clonazione umana.
All'inizio del 1997 la pecora Dolly diviene il primo mammifero a essere clonato e il tema della clonazione umana diventa subito di forte attualità (come evidenziato dal film Fantozzi 2000 - La clonazione girato già nell'autunno 1998), per cui i legislatori di vari paesi si muovono all'unanimità per proibire la clonazione umana. Nel novembre 1998 avviene la prima clonazione umana ibrida. Da allora 24 mammiferi sono stati clonati, con il caso più eclatante che è quello dei due primati Zhong Zhong e Hua Hua avvenuto nel 2018 in Cina, usando il metodo tecnico della pecora Dolly.

## Implicazioni etiche
I difensori della clonazione terapeutica umana credono che la pratica in questione potrebbe fornire cellule geneticamente identiche adatte a pratiche di medicina rigenerativa, fino a tessuti ed interi organi adatti a trapianto. Questo tipo di cellule, tessuti e organi non dovrebbero indurre una risposta immune e dunque non sarà necessaria la terapia adiuvante con immunosoppressori. Potrebbero beneficiare sia la ricerca di base che gli sviluppi terapeutici per malattie gravi come il cancro, l'insufficienza cardiaca e il diabete, ed inoltre si potrebbero avere miglioramenti nella terapia delle ustioni e la chirurgia plastica e ricostruttiva. Il bioetico Jacob M. Appel della New York University sostiene che "i bambini clonati per fini terapeutici" come ad esempio "per donare il midollo osseo a un fratello affetto da leucemia" potrebbero essere visti un giorno come eroi.

### Prelievo di cellule staminali da individui clonati
Uno dei possibili usi della clonazione umana è quello di prelevare cellule staminali dal clone umano (embrione, feto oppure neonato, abortiti oppure no), per coltivarle in seguito, costruendo un organo di dimensioni normali adulte, da destinare al ricevente umano originale. Questi organi (cuore, reni, ecc.) verrebbero costruiti con tecniche per ora soltanto ipotizzate, impiegando matrici fibro-elastiche delle dimensioni e forma desiderate ed irrorazione sanguigna artificiale, collegando il telaio fibroso dell'organo, con le cellule staminali ad esso adese, ad un sistema che fornisce sangue arterioso caldo e ossigenato, (con i relativi elettroliti, fattori di crescita, ormoni, nutrienti, ecc.) e che grazie ad un sistema simile a quello dell'emodialisi, riuscirebbe a depurare il sangue venoso con le sostanze di scarto prodotte dall'organo. In teoria l'organo trapiantato da un clone non dovrebbe indurre alcuna reazione immunitaria di rigetto.

### Fautori della clonazione

#### Severino Antinori
I fautori della clonazione sostengono che anche la clonazione riproduttiva potrebbe portare benefici. I professori Severino Antinori e Panos Zavos sperano di poter creare una terapia dell'infertilità che consenta a genitori, entrambi non fertili, con gravi malattie genetiche (o per qualsiasi altra ragione) di concepire figli che contengano almeno una parte del loro DNA caratterizzante.

#### Richard Seed
Alcuni scienziati, tra questi il Dr. Richard Seed, suggeriscono che la clonazione umana possa alleviare il processo della senescenza umana. Il Dr. Preston Estep ha suggerito i termini "clonazione di rimpiazzamento", per descrivere la generazione di un clone di una persona previamente in vita, e la "clonazione di persistenza" per descrivere la produzione di un corpo clonato con lo scopo di rimediare all'invecchiamento, anche se sostiene con forza che queste procedure dovrebbero essere considerate soltanto come fantascienza.

#### Aubrey de Grey e la proposta"SENS"
L'autore Aubrey de Grey ha proposto diverse strategie note come SENS (Strategies for Engineered Negligible Senescence), tra queste una tra le varie opzioni per rimediare alla perdita di cellule dovuta alla senescenza e morte cellulare (apoptosi) è quella di far crescere tessuti sostitutivi da cellule staminali prese e coltivate da embrione clonato.

### Ipotetici pericoli di danno genetico e disabilità per i cloni
Coloro che si oppongono alla clonazione umana sostengono che tale processo possa creare, con molta probabilità, dei bambini con disabilità anche gravi (specialmente in rapporto a funzioni neurologiche superiori) come l'autismo e la dislessia, assolutamente non valutabili negli animali clonati, nel feto umano e nei neonati. Inoltre le cellule clonate sono spesso geneticamente "vecchie" in quanto, se prelevate da esseri umani adulti, hanno subito molti tagli alle estremità dei cromosomi (nei telomeri), questo fenomeno, se non corretto in qualche modo, comporta che la clonazione di esseri umani di media età o età avanzata generi una progenie di discendenti poco vitali, con senescenza precoce (in natura esistono malattie genetiche simili, come la progeria oppure la "sindrome di Werner", dovuta ad una mutazione nel cromosoma 8, che ha queste caratteristiche) ed una scarsa aspettativa di vita.
Ad esempio, il bioetico Thomas Murray dell'Hastings Center, sostiene che "è assolutamente inevitabile che certi gruppi cerchino di clonare un essere umano. Ma per poter ottenere un solo essere umano clonato vitale (e sufficientemente sano), lungo questa via dovranno passare attraverso la creazione di molti feti e neonati morenti. "
Dal momento che risulta molto difficile clonare qualsiasi animale vivente, si ritiene molto probabile che si generino molti embrioni con danni genetici non immediatamente rilevabili al microscopio ottico (mutazioni puntiformi del DNA in assenza di alterazioni cromosomiche evidenti), che porteranno ad un gran numero di fallimenti in qualsiasi fase (embrione, feto, neonato, bambino, adolescente) della creazione di un clone umano adulto, anche con danni fisici non subito apparenti in molti sistemi d'organi importanti, come ad esempio esseri umani clonati che non hanno un sistema immunitario funzionante; oppure sordi, ciechi o parzialmente ciechi, psicotici, o con gravi difetti genetici che non permettano la riproduzione naturale.

## Legislazione internazionale

### Nazioni Unite
Il 12 dicembre 2001, la Assemblea generale delle Nazioni Unite inizia ad elaborare una convenzione internazionale con lo scopo di vietare la clonazione riproduttiva degli esseri umani. Lawrence Goldstein, professore di medicina cellulare e molecolare alla Università della California, San Diego, ha dichiarato che dal momento che gli Stati Uniti non erano stati capaci di dotarsi di una legislazione unica nazionale (valida per tutti gli stati federati), hanno indotto la Costa Rica a cominciare il dibattito all'ONU chiedendo di bandire internazionalmente la clonazione. Le Nazioni Unite, incapaci di raggiungere un consenso riguardo ad una convenzione vincolante, nel marzo del 2005 adottarono finalmente la United Nations Declaration on Human Cloning, ma questa conteneva solo semplici raccomandazioni, non linee guida vincolanti.

### Australia
In Australia è consentita la clonazione a fini terapeutici e la creazione di embrioni umani per la ricerca sulle cellule staminali. Nell'ambito di certi limiti che la regolano, e dipendendo dalla legislazione di ogni singolo Stato australiano, la clonazione terapeutica attualmente è legale in alcune parti dell'Australia.

### Unione Europea
La convenzione europea sui diritti umani e la biomedicina ("European Convention on Human Rights and Biomedicine") proibisce la clonazione umana in uno dei suoi protocolli aggiuntivi, ma questo protocollo è stato ratificato soltanto dalla Grecia, dalla Spagna e dal Portogallo. La carta dei diritti fondamentali dell'Unione europea proibisce esplicitamente la clonazione umana riproduttiva, anche se questo "Charter" correntemente non implica alcun valore legale. La proposta del Trattato di Lisbona, se ratificato, darebbe un carattere legalmente vincolante al capitolo, al quale dovrebbero attenersi tutte le istituzioni dell'Unione europea.

### Stati Uniti d'America
Nel 1998, 2001, 2004 e 2007, la Camera dei Rappresentanti degli Stati Uniti, intraprese una serie di votazioni miranti a proibire ogni tipo di clonazione umana, sia riproduttiva sia terapeutica. Ogni volta, la estrema diversità di vedute nel Senato riguardanti la clonazione terapeutica ha impedito l'approvazione di una qualsiasi tra le proposte in competizione (la proibizione di entrambe le opzioni oppure della sola clonazione riproduttiva). Alcuni stati americani hanno bandito entrambe le forme di clonazione, mentre altri stati hanno messo fuorilegge soltanto la clonazione riproduttiva.
Le attuali disposizioni proibiscono lo stanziamento di fondi federali per la ricerca nell'ambito della clonazione umana, ed in effetti, tali ricerche sono bandite nelle istituzioni pubbliche ed in quelle private come le università che ricevono finanziamenti federali. Comunque, attualmente non vi sono negli Stati Uniti, leggi federali che bandiscano la clonazione completamente, e qualsiasi legge di questo tipo comporterebbe difficili domande di costituzionalità simili in parte alle questioni sollevate dall'aborto.

### Regno Unito
In un dibattito del 14 gennaio 2001 il Governo del Regno Unito introdusse una legislazione che permette la clonazione terapeutica con licenza, questa era parte di un emendamento allo "Human Fertilization and Embryology Act (1990)". Comunque il 15 novembre del 2001, un gruppo pro-life vinse una contesa legale presso la High Court of Justice che ebbe l'effetto di lasciare la clonazione senza regole nel Regno Unito. Il gruppo pro-life sperava che il Parlamento avrebbe riempito questo vuoto approvando una legislazione proibitiva. Il governo presto fece approvare una legislazione che proibiva la clonazione riproduttiva "Human Reproductive Cloning Act (2001)". Il rimanente divario riguardante la clonazione terapeutica venne chiuso quando le corti di appello riuscirono a rendere nulla la decisione della Alta Corte.
La prima licenza per la clonazione terapeutica venne concessa il giorno 11 agosto del 2004 a ricercatori della University of Newcastle per permettergli di investigare terapie per il diabete, la malattia di Parkinson e la malattia di Alzheimer..

## Obiezioni di natura religiosa

### Chiesa cattolica
La Chiesa cattolica, sotto la guida di papa Benedetto XVI, ha condannato la pratica della clonazione umana, specificamente nell'istruzione Dignitas personae, emanata nel 2008 dalla Congregazione per la dottrina della fede (presieduta allora dal cardinale William Joseph Levada), dove afferma che rappresenta una "grave offesa alla dignità della persona come anche verso la fondamentale uguaglianza di tutte le persone".

### Islam
La clonazione umana è proibita nell'Islam. L'Islamic Fiqh Academy nel corso della sua Decima Conferenza, tenutasi a Gedda in Arabia Saudita dal 28 giugno del 1997 al 3 luglio del 1997, stabilì una fatwā che condannava la clonazione umana come "haraam" (proibita dalla fede islamica).